# Poniewież (rejon miejski)
Rejon miejski Poniewież (lit. Panevėžys miesto savivaldybė) – rejon miejski w centralnej Litwie.